# Octanos Competición

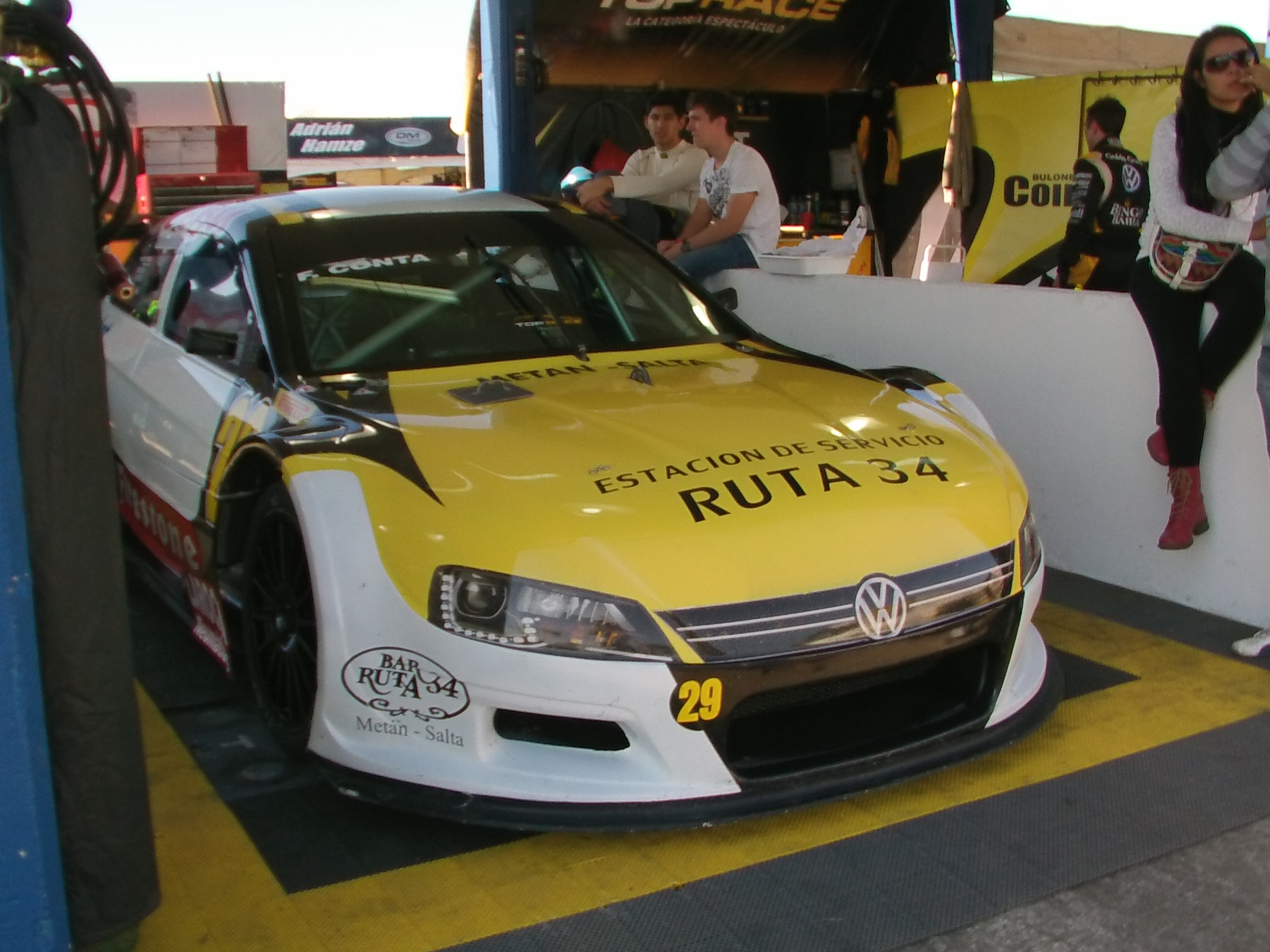
Volkswagen Vento Series del equipo.

Octanos Competición es una escudería argentina de automovilismo de velocidad que fue creada en 2010 bajo el nombre de Guidi Competición para participar en la categoría argentina Top Race. Recibió principalmente el apoyo del empresario automotor Guido Guidi, propietario de una red de concesionarias oficiales de la marca Volkswagen. El equipo debutó en 2010, teniendo participación plena en la divisional TRV6. En 2011 arribó a un acuerdo con la escudería Tauro Sport Team, propiedad del piloto Alejandro González, por el cual se fusionarían ambas escuadras cambiando su denominación a Tauro Guidi Team. Esta unión continuó hasta 2013, año en el que Guidi Competición se presentó nuevamente por su propia cuenta, expandiéndose a la divisional Top Race Series donde conquistó finalmente su primer campeonato nacional de la mano del piloto Henry Martin.
A pesar de su trayectoria en la categoría, a mediados de 2014 salió a la luz una serie de denuncias en contra del titular de Guido Guidi por un caso de presunto desfalco y emisión de cheques sin fondos, que desembocó en su salida como accionista principal de la escudería. Esta situación, agravada por la cesación de pagos a los integrantes del equipo, terminaría dando lugar a la redenominación definitiva del equipo por Octanos Competición.
Pese a la situación, la escudería consiguió reorganizarse y estabilizarse de la mano de su nuevo titular, Christian Martínez, quien asumió la conducción de la escuadra tras la salida de Guidi y mantuvo al frente de la atención de sus vehículos a los reconocidos preparadores Alberto Scarazzini y Javier Ciabattari. La evolución y administración de esta escudería llamó la atención de Fiat y propició su desembarco como equipo oficial de Top Race a partir del año 2017.

## Estadísticas

### Marcas representadas y modelos utilizados
| Top Race V6     | Top Race V6          | Top Race V6     | Top Race V6 | Top Race V6 |
| Marcas          | Modelos              | Años            |             |             |
| --------------- | -------------------- | --------------- | ----------- | ----------- |
| Volkswagen      | Volkswagen Passat V  | 2010-2011       |             |             |
| Volkswagen      | Volkswagen Passat CC | 2012-2016       |             |             |
| Mercedes-Benz   | Mercedes-Benz C-203  | 2011            |             |             |
| Ford            | Ford Mondeo III      | 2015            |             |             |
| Fiat            | Fiat Linea           | 2017            |             |             |
| Top Race Series |                      |                 |             |             |
| Marcas          | Modelos              | Años            |             |             |
| Volkswagen      | Volkswagen Passat V  | 2013            |             |             |
| Volkswagen      | Vento Series         | 2014, 2016      |             |             |
| Chevrolet       | Cruze Series         | 2014-2016       |             |             |
| Ford            | Mondeo Series        | 2014-2016       |             |             |
| Mercedes-Benz   | Mercedes-Benz C-203  | 2013            |             |             |
| Fiat            | Linea Series         | 2014-2015, 2017 |             |             |

### Campeonatos logrados
| Top Race Series | Top Race Series | Top Race Series     | Top Race Series |
| #               | Piloto          | Automóvil           | Año             |
| --------------- | --------------- | ------------------- | --------------- |
| 1               | Henry Martin    | Volkswagen Passat V | 2013            |

### Pilotos ganadores
| Top Race V6     | Top Race V6                 | Top Race V6             | Top Race V6 | Top Race V6     |
| #               | Piloto                      | Automóvil               | Victorias   | Temporadas      |
| --------------- | --------------------------- | ----------------------- | ----------- | --------------- |
| 1               | Norberto Fontana            | Volkswagen Passat V     | 1           | 2010-2011, 2014 |
| 2               | Juan Bautista De Benedictis | Mercedes-Benz C-203     | 1           | 2011-2012, 2016 |
| 3               | Mauro Giallombardo          | Volkswagen Passat CC    | 1           | 2015-2016       |
| Top Race Series |                             |                         |             |                 |
| #               | Piloto                      | Automóvil               | Victorias   | Temporadas      |
| 1               | Henry Martin                | Volkswagen Passat V     | 2           | 2013            |
| 1               | Henry Martin                | Ford Mondeo Series      | 1           | 2014            |
| 2               | Oscar Sánchez               | Volkswagen Passat V     | 2           | 2013-2014       |
| 3               | Oscar Ignacio Conta         | Ford Mondeo Series      | 1           | 2014            |
| 4               | Mauricio Chiaverano         | Chevrolet Cruze Series  | 1           | 2014-presente   |
| 5               | Bruno Boccanera             | Volkswagen Vento Series | 2           | 2015-presente   |

## Plantillas de pilotos
| Top Race V6            | Top Race V6        | Top Race V6          | Top Race V6 | Top Race V6                 | Top Race V6 |
| Denominación de equipo | Temporada/fechas   | Automóvil            | #           | Piloto                      | Carreras    |
| ---------------------- | ------------------ | -------------------- | ----------- | --------------------------- | ----------- |
| Guidi Competición      | CA 2010 (6 fechas) | Volkswagen Passat V  | 68          | Norberto Fontana            | Todas       |
| Guidi Competición      | CA 2010 (6 fechas) | Volkswagen Passat V  | 69          | Sergio Alaux                | Todas       |
| Guidi Competición      | TC 2010 (6 fechas) | Volkswagen Passat V  | 68          | Norberto Fontana            | Todas       |
| Guidi Competición      | TC 2010 (6 fechas) | Volkswagen Passat V  | 69          | Sergio Alaux                | Todas       |
| Tauro Guidi Team       | 2011 (12 fechas)   | Mercedes-Benz C-203  | 13          | Alejandro González          | Todas       |
| Tauro Guidi Team       | 2011 (12 fechas)   | Mercedes-Benz C-203  | 157         | Juan Bautista De Benedictis | Todas       |
| Tauro Guidi Team       | 2011 (12 fechas)   | Volkswagen Passat V  | 58          | Henry Martin                | Todas       |
| Tauro Guidi Team       | 2011 (12 fechas)   | Volkswagen Passat V  | 68          | Norberto Fontana            | Todas       |
| Tauro Guidi Team       | 2011 (12 fechas)   | Volkswagen Passat V  | 116         | José Pedro Passadore (h)    | 1-6         |
| Tauro Guidi Team       | 2012 (12 fechas)   | Volkswagen Passat CC | 13          | Alejandro González          | 1-8         |
| Tauro Guidi Team       | 2012 (12 fechas)   | Volkswagen Passat CC | 37          | José María López            | 1-8         |
| Tauro Guidi Team       | 2012 (12 fechas)   | Volkswagen Passat CC | 127         | Gastón Ferrante             | 10-12       |
| Tauro Guidi Team       | 2012 (12 fechas)   | Volkswagen Passat CC | 157         | Juan Bautista De Benedictis | 10-12       |
| Guidi Competición      | 2013 (12 fechas)   | Volkswagen Passat CC | 4           | Gabriel Ponce de León       | Todas       |
| Guidi Competición      | 2013 (12 fechas)   | Volkswagen Passat CC | 23          | Lucas Benamo                | 6-12        |
| Guidi Competición      | 2014 (12 fechas)   | Volkswagen Passat CC | 23          | Lucas Benamo                | 1-4         |
| Guidi Competición      | 2014 (12 fechas)   | Volkswagen Passat CC | 33          | Ignacio Char                | 3-4         |
| Guidi Competición      | 2014 (12 fechas)   | Volkswagen Passat CC | 75          | Norberto Fontana            | 1-2         |

## Pilotos históricos
- Norberto Fontana
- Sergio Alaux
- Alejandro González
- Juan Bautista De Benedictis
- Henry Martin
- José Pedro Passadore (h)
- José María López
- Gastón Ferrante
- Gabriel Ponce de León
- Lucas Benamo
- Oscar Sánchez
- Wilson Borgnino
- Violeta Pernice
- Ignacio Char
- Mauricio Chiaverano
- Oscar Conta
- Facundo Conta
- Roberto Luna
- Leonel Sotro
- Mauro Giallombardo
- Bruno Boccanera
- Adrián Hamze
- Patricio Larrea